# لوكاس أنساه بيبرا
لوكاس أنساه-بيبرا (من مواليد 16 يناير 2000) لاعبة ألعاب قوى ألماني من أصل غاني. تنافس في سباق التتابع 4 × 100 متر للرجال في دورة الألعاب الأولمبية الصيفية 2020.